# Vand eller Whisky
Vand eller Whisky er en amerikansk stumfilm fra 1920 af Clarence G. Badger.

## Medvirkende
- Will Rogers som Billy Fortune
- Irene Rich som Hope Beecher
- Rowland V. Lee som Arthur Gunther
- Wade Boteler som Ben Morgan
- Margaret Livingston som Martha Beecher
- Milton Brown som Sam Beecher
- Victor Potel som Steve Brainard
- William Courtright som Sammett
- Sidney De Gray som Red McGee
- Lillian Langdon som Fay Bittinger
- Lydia Yeamans Titus som Mrs. Red McGee